# Metal Hammer
Metal Hammer est un magazine de metal britannique mensuel.
Chaque année depuis 2003, le magazine décerne des récompenses au monde du métal (artistes, groupes, maison d'édition, personnalités...) appelé : Golden Gods Awards.
Il existe une déclinaison Allemande du magazine : metal-hammer.de.
Chad Bowar du site About.com le considère comme le meilleur magazine de heavy metal britannique.
Depuis mars 2018, Future, le groupe de presse propriétaire du magazine, a regroupé les sites web des magazines Metal Hammer, Classic Rock, Prog et The Blues sur un seul site, baptisé Louder, qui les chapeaute.